# Kirill Denisov
Kirill Georgiyevich Denisov (em russo:  Кири́лл Гео́ргиевич Дени́сов; Tryokhgorny, 25 de janeiro de 1988) é um judoca russo da categoria até 90 quilos.
Obteve por duas vezes o segundo lugar individual em Campeonatos Mundiais: Roterdã 2009 e Astana 2015.
Nos Jogos Olímpicos de 2012 perdeu a disputa pela medalha de bronze para o japonês Masashi Nishiyama.